# Familiar to Millions
| 전문가 평가 | 전문가 평가 |
| 평가 점수   | 평가 점수   |
| 출처        | 점수        |
| ----------- | ----------- |
| Allmusic    | [ 1 ]       |
| Q           | [ 2 ]       |
| Pitchfork   | 3.5/10      |

《Familiar to Millions》는 영국의 록 밴드 오아시스의 첫 번째 라이브 음반이다. 2000년 7월 21일 웸블리 스타디움에서 녹음되었다. 첫 주에 57,000장이 팔리면서 영국 차트에서 5위로 올랐다. 현재까지 《Familiar to Millions》는 영국에서만 약 31만장이 팔렸고(플래티넘), 미국에서 약 7만장, 전 세계적으로 약 100만장이 팔렸다. 이 음반은 처음에는 DVD, VHS, 더블 CD, 더블 카세트, 트리플 바이닐, 더블 미니디스크 등 6가지 형식으로 동시에 발매되었다.

## 곡 목록
노엘 갤러거가 작사/작곡한 모든 곡, 언급된 경우를 제외하고. 아래의 디스크 분할과 트랙 길이는 이 음반의 더블 CD 판에서 따온 것이다.

### Disc one
1. "Fuckin' in the Bushes" (intro tape) – 3:04
2. "Go Let It Out" – 5:32
3. "Who Feels Love?" – 5:59
4. "Supersonic" – 4:30
5. "Shakermaker" – 5:13
6. "Acquiesce" – 4:18
7. "Step Out" (갤러거, 스티비 원더, 헨리 코스비, 실비아 모이) – 4:05
8. "Gas Panic!" – 8:01
9. "Roll with It" – 4:43
10. "Stand by Me" – 5:49

### Disc two
1. "Wonderwall" – 4:34
2. "Cigarettes & Alcohol" – 6:53
3. "Don't Look Back in Anger" – 5:09
4. "Live Forever" – 4:52
5. "Hey Hey, My My (Into the Black)" (닐 영, 제프 블랙번) – 3:45
6. "Champagne Supernova" – 6:31
7. "Rock 'n' Roll Star" – 6:19
8. "Helter Skelter" (존 레논, 폴 매카트니) – 6:32

## 인증
| 국가                       | 인증        | 판매량/출하량 |
| 음반                       | 음반        | 음반          |
| -------------------------- | ----------- | ------------- |
| 일본 (RIAJ)                | 골드        | 100,000^      |
| 멕시코 (AMPROFON)          | 2× 플래티넘 | 300,000       |
| 영국 (BPI)                 | 플래티넘    | 300,000^      |
| 비디오                     |             |               |
| 영국 (BPI)                 | 2× 플래티넘 | 100,000^      |
| ^출하량을 기반으로 한 인증 |             |               |